# کیسل
کیسل (به هلندی: Kessel) یک منطقهٔ مسکونی در هلند است که در اوس (هلند) واقع شده‌است. کیسل ۳٫۳ کیلومتر مربع مساحت و ۱۵۳ نفر جمعیت دارد.